# Antropos
Antropos – seria książkowa Wydawnictwa Zysk i S-ka.

## Tomy wydane
- Bez korzeni: Polityka społeczna USA 1950-1980 (Charles Murray)
- Biegnąca z wilkami: Archetyp Dzikiej Kobiety w mitach i legendach (Clarissa Pinkola Estés)
- Biologia dziesięciu przykazań: Dlaczego natura nie jest dla nas wzorem (Wolfgang Wickler)
- Błaganie o mit (Rollo May)
- Bogactwo i ubóstwo (George Gilder)
- Budowa nowej cywilizacji: Polityka trzeciej fali (Alvin Toffler, Heidi Toffler)
- Cnota egoizmu (Ayn Rand, właśc. Alissa Rosenbaum)
- Co znaczy konserwatyzm (Roger Scruton)
- Cywilizacja kłótni (Deborah Tannen)
- Czas przyszły doskonały. Wyzwania i ukryte obietnice globalizacji (John Micklethwait, Adrian Wooldridge)
- Cztery eseje o wolności (Isaiah Berlin)
- Diabeł na emeryturze: Rozmowy z siedmioma dyktatorami (Riccardo Orizio)
- Drogi od nauki do Boga (Arthur Peacocke, Poznań 2004)
- Dzieje umysłowości zachodniej (Richard Tarnas)
- Główne nurty marksizmu: tom 1: powstanie, tom 2: rozwój, tom 3: rozkład (Leszek Kołakowski)
- Gramatyki tworzenia (George Steiner)
- Historia prawdy (Felipe Fernández-Armesto)
- High Tech High Touch (John Naisbitt, N. Naisbitt, D. Philips)
- Ile mamy wolności? (Ted Honderich)
- Imperia czasu: Kalendarze, zegary i kultury (Anthony Aveni)
- Intelektualiści (Paul Johnson)
- Intelektualiści nowej lewicy (Roger Scruton)
- Jeśli Boga nie ma... Horror metaphysicus (Leszek Kołakowski)
- Koniec historii (Francis Fukuyama)
- Konsiliencja (Edward Osborne Wilson)
- Korzenie romantyzmu (Isaiah Berlin)
- Krótki kurs ekonomii praktycznej (Krzysztof Dzierżawski)
- Kultura ma znaczenie: Jak wartości wpływają na rozwój społeczeństw (red: Lawrence Harrison, Samuel P. Huntington)
- Listy do młodego konserwatysty (Dinesh D’Souza)
- Lunatycy: Historia zmiennych poglądów człowieka na wszechświat (Arthur Koestler)
- Megatrendy: Dziesięć nowych kierunków zmieniających nasze życie (John Naisbitt)
- Mówię to, bo cię kocham (Deborah Tannen)
- Myśli i przygody (Winston Churchill)
- Nauki Mistrzów (George Steiner)
- Neokonserwatyzm (John Ehrman)
- Nowa Summerhill (Alexander Sutherland Neill)
- O naturze ludzkiej (Edward Osborne Wilson)
- Odzyskanie wolności (Paul Johnson)
- Ostatni człowiek (Francis Fukuyama)
- Pod prąd: eseje z historii idei (Isaiah Berlin)
- Powiedzieć prawdę o historii (Joyce Appleby, Lynn Hunt, Margaret Jacob)
- Powrót człowieka pierwotnego: Rewolucja antyprzemysłowa (Ayn Rand, właśc. Alissa Rosenbaum)
- Poza kryształową kulą (Anthony Aveni)
- Poza lewicą i prawicą (Anthony Giddens)
- Prognozy: Trzydziestu myślicieli o przyszłości (red. Sian Griffiths)
- Przyszłość życia (Edward Osborne Wilson)
- Rozmowy z planetami: W jaki sposób nauka i mitologia wymyśliły kosmos (Anthony Aveni)
- Rozwój i wolność (Amartya Sen)
- Schody do gwiazd: Obserwacje nieba w trzech wielkich starożytnych kulturach (Anthony Aveni)
- Siostra Mojżesza: Strukturalistyczne interpretacje mitu biblijnego (Edmund Leach, D. Alan Aycock)
- Skały wieków: Nauka i religia w pełni życia (Stephen Jay Gould)
- Sprawa Sokratesa (Isidor Stone)
- Stanowienie społeczeństwa (Anthony Giddens)
- Suma po przemyśleniach (Saul Bellow)
- Szamani zarządzania (John Micklethwait, Adrian Wooldridge)
- Szok przyszłości (Alvin Toffler)
- Szybciej: Przyspieszenie niemal wszystkiego (James Gleick)
- To, co musimy utracić (Judith Viorst)
- To nie tak!: Jak styl konwersacyjny kształtuje relacje z innymi (Deborah Tannen)
- Traktat o gnidach i cd. (Piotr Wierzbicki)
- Trzy końce historii, czyli Nowe Średniowiecze (Lech Jęczmyk)
- Ty nic nie rozumiesz! (Deborah Tannen)
- Umysł Broca: Refleksje o nauce (Carl Sagan)
- Umysł zamknięty (Allan Bloom)
- Uwagi o spustoszonym stuleciu (Robert Conquest)
- Wędrówki po Internecie (J.C. Herz)
- Wybór tekstów (Marshall McLuhan)
- Zachód i cała reszta: Globalizacja a zagrożenie terrorystyczne (Roger Scruton)
- Zen i sztuka oporządzania motocykla (Robert Pirsig)
- Zmiana władzy: Wiedza, bogactwo i przemoc u progu XXI stulecia (Alvin Toffler)
- Zmysł rzeczywistości: Studia z historii idei (Isaiah Berlin)
- Zwięzła encyklopedia konserwatyzmu (Brad Miner)
- Żelazny Jan: Rzecz o mężczyznach (Robert Bly)